# روودنیتسه ناد لابم
روودنیتسه ناد لابم (به چکی: Roudnice nad Labem) یک منطقهٔ مسکونی و شهرستان دارای شهرک سابقاً روستا در جمهوری چک است که در ناحیه لیتومیریتسه واقع شده‌است. روودنیتسه ناد لابم ۱۳٬۲۶۳ نفر جمعیت دارد.

## خواهرخوانده
شهرهای دسوا-رسلا، Ruelle-sur-Touvre، البایدا، والنسیا، بن‌بریج و آمشتتن خواهرخوانده‌های روودنیتسه ناد لابم هستند.

## نگارخانه

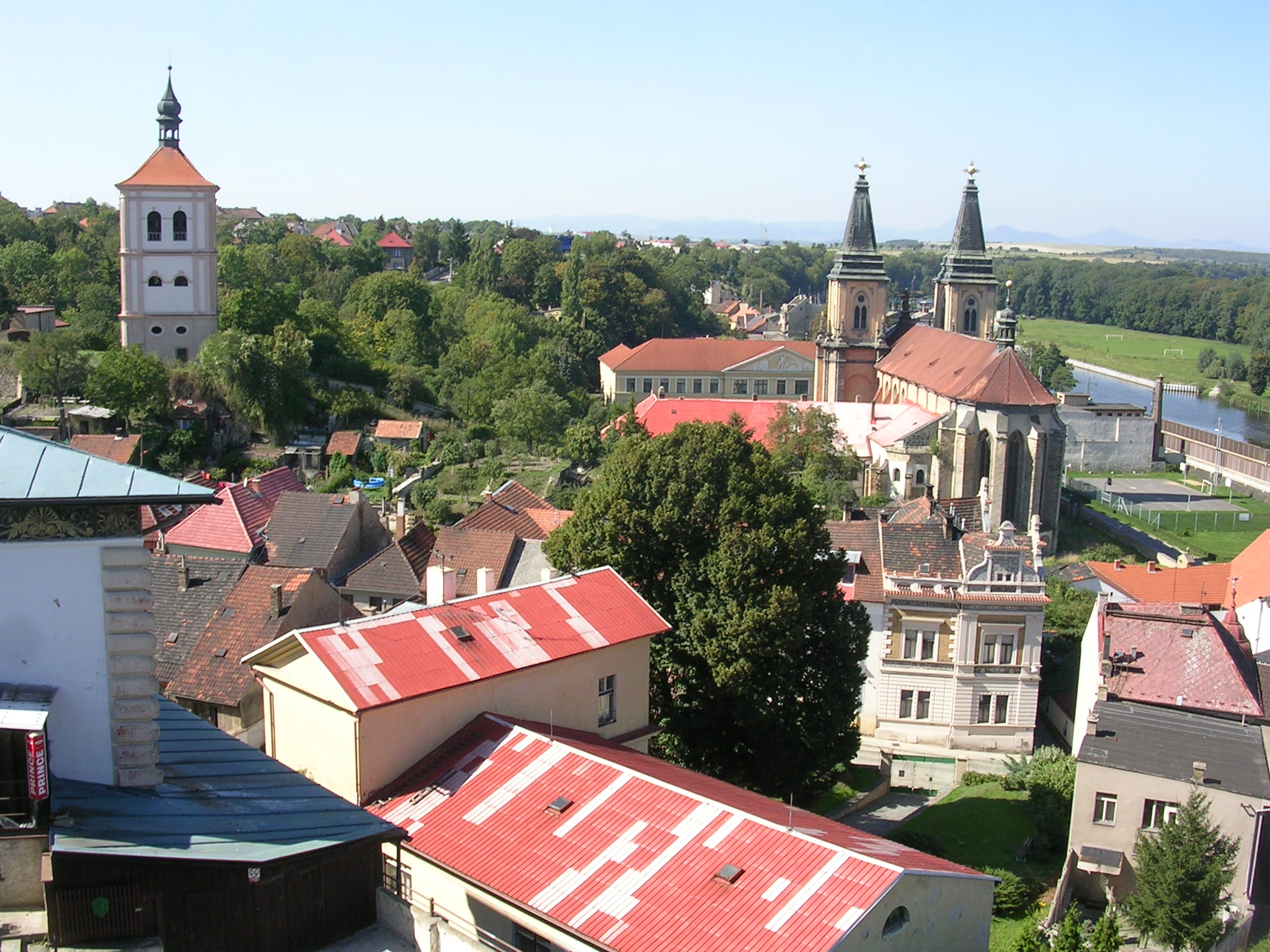
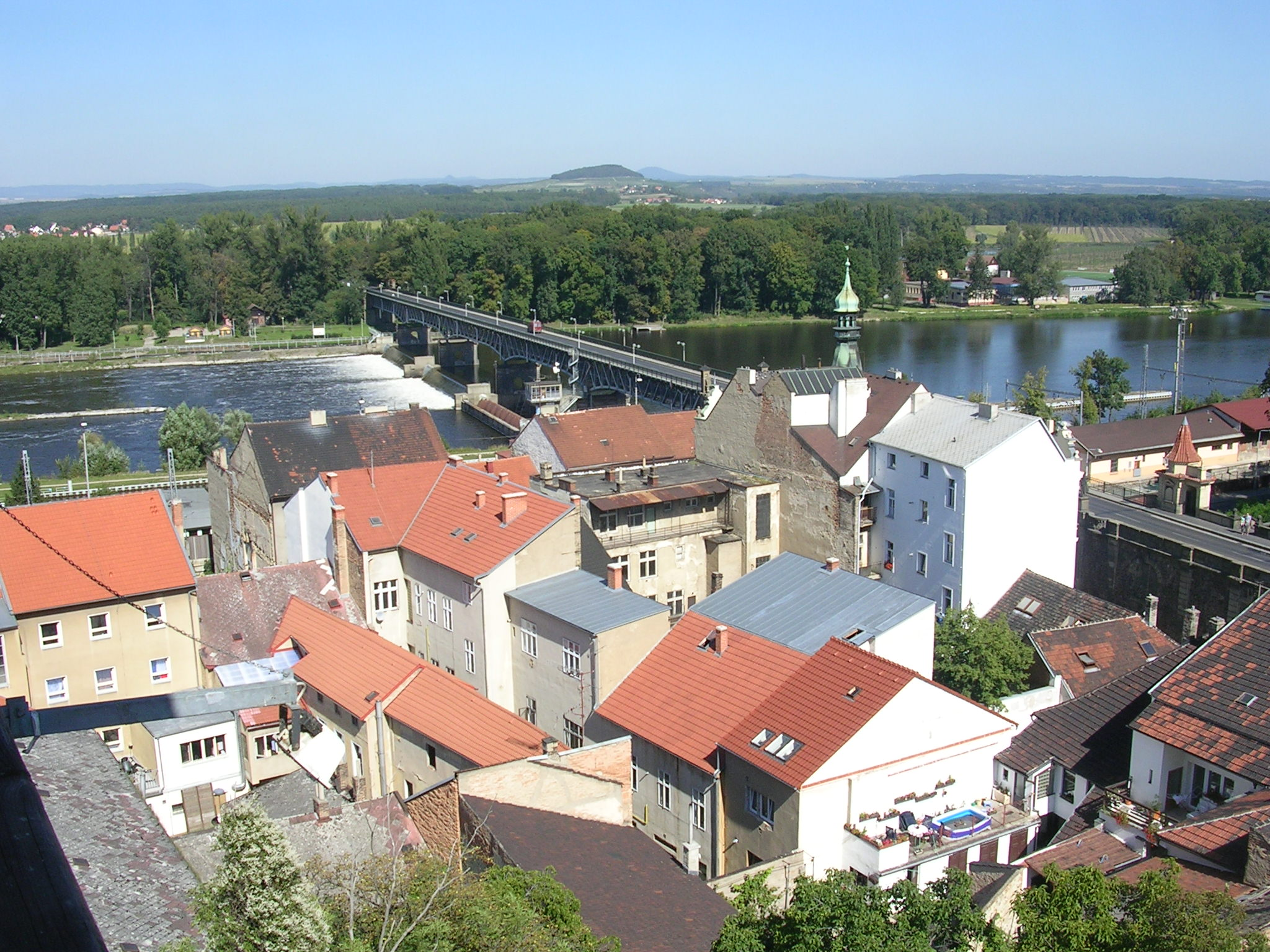
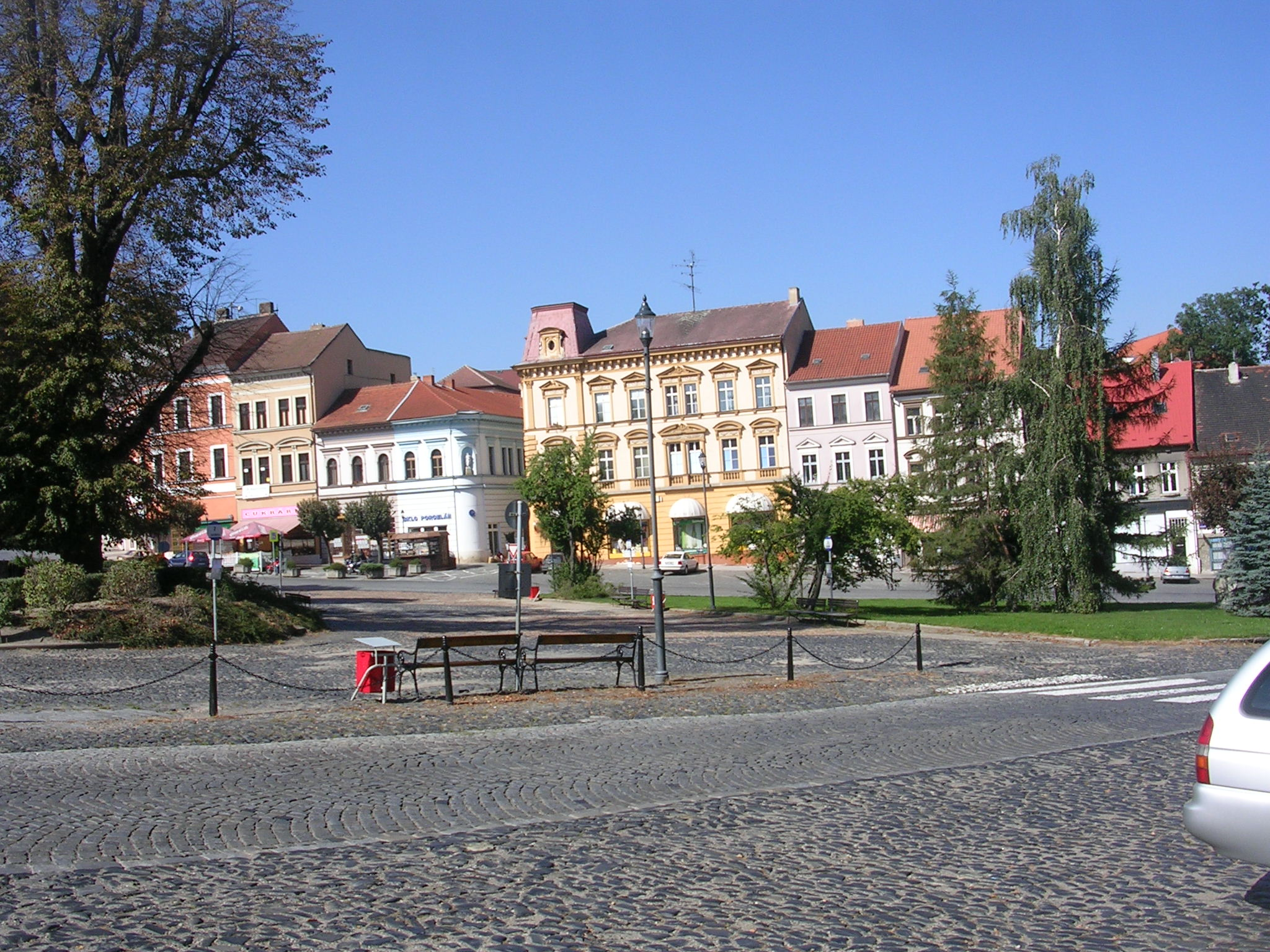